# Bombay-Katze
Die Bombay-Katze ist eine kurzhaarige Rasse der Hauskatze. Sie ist eine der am seltensten in Europa gehaltenen Katzenrassen.

## Herkunft
Zwar seit 1958 als Rasse anerkannt, handelt es sich eigentlich um eine Hybridrasse. Die Züchtung geht zurück auf Nikki Horner, eine Züchterin aus Louisville in Kentucky, USA, die sich zum Ziel gesetzt hatte, eine Katze mit dem Aussehen eines kleinen schwarzen Panthers, den angenehmen charakterlichen Eigenschaften der Burma-Katze und der Robustheit der American Shorthair zu züchten.
Ca. 10 Jahre nachdem sich Horner daran gemacht hatte, war die Katze so, wie sie sie sich vorgestellt hatte und wurde der Cat Fanciers Association präsentiert, welche die Anerkennung erteilte.

## Aussehen
Wie von der Züchterin beabsichtigt, hat die Bombay-Katze tatsächlich das Aussehen eines Mini-Panthers. Sie ist bis zu den Haarwurzeln schwarz und hat goldene bis kupferfarbene, leuchtende Augen. Sie hat einen eher schmalen Körper und ist in der Regel kleiner als die gewöhnliche Hauskatze – dennoch wirkt der gesamte Körperbau athletisch. Dieser Eindruck entsteht insbesondere, wenn die Katze schreitet und die Ähnlichkeit mit dem Panther verblüffend wird.
Bombay-Katzen gliedern sich in drei Zuchtvarianten: Die ursprüngliche, auch traditionelle Form, die moderne Form und den europäischen Zuchttyp. Die moderne Form zeigt eine sehr kurze breite Schnauze, die ein wenig an eine Perserkatze erinnert. Sie wird vornehmlich in USA, Frankreich und der Schweiz gezüchtet. Diese Form ist auch häufig Träger des rezessiven craniofacial headdefects. Die traditionelle Form ist bis auf wenige Exemplare ausgestorben, jedoch genetisch gesund. Sie verkörpert den ursprünglichen Typ.
Die europäische Bombay-Katze zeichnet sich wiederum durch eine längliche Schnauze und größere Ohren aus. Auch ist diese Zuchtform häufig körperlich größer.

## Rassenstandard
Jeder felinologische Verband hat seinen eigenen Rassestandard, aber es gibt dennoch einige gemeinsame Punkte.
Körper: Mittelgroßer, anmutiger und langgestreckter Körper. Lange, elegante Rute.
Kopf: Rund, kurz. Die Konturen sind glatt. Einige Katzen haben eine leicht abgeflachte Nase – der sogenannte moderne Typ. Einige haben eine normale Nase – der so genannte traditionelle Typ. Die Ohren sind gerade, an den Spitzen abgerundet. Die Augen sind nur bernsteinfarben.
Fell: Kurz, dicht und glänzend, dicht am Körper anliegend, mit einem lackierten Glanz.

## Charakter
Bombay-Katzen sind liebe, anschmiegsame bis aufdringliche, geduldige Katzen. Sie sind ideal für die Haltung im Haus geeignet und die Nähe von Kindern tut ihnen sogar gut.

## Zucht
Die Bombay-Katze vererbt sich reinerbig, sollte aber zur Aufrechterhaltung von Gesunderhaltung und zur Vermeidung zu starkem Inzests alle drei Generationen wechselweise mit einer der Ursprungsrassen quergekreuzt werden, da der vorhandene Genpool sehr eingeschränkt ist.